# Llista d'escriptores russes
Aquesta és una llista de dones escriptores que van néixer a Rússia o els escrits de les quals estan estretament associats amb aquest país.

## A
- Bel·la Akhmadúlina (1937–2010), poeta, contista, traductora
- Anna Akhmàtova (1899–1966), aclamada poeta, autora de Requiem
- Elena Akselrod (nascuda el 1932), poeta russa d'origen belarús, traductora
- Ogdó Aksiónova (nascuda el 1936), poeta, contista, fundadora de la literatura escrita dels dolgans
- Margarita Aliguer (1915–1992), poeta, assagista, periodista
- Svetlana Al·lilúieva (1926–2011), filla de Ióssif Stalin, escriptora de memòries, biògrafa, autora de Vint cartes a un amic
- Tatiana Alióixina (nascuda el 1961), cantautora, poeta, escriptora de contes
- Lou Andreas-Salomé (1861–1937), psicoanalista, memorialista, assagista literària, novel·lista, sovint escrigué en alemany
- Domna Aníssimova (segle xix), poeta
- Varvara Annenkova (1795–1866), destacada poeta
- Ielena Apreleva (1846–1923), escriptora de no-ficció, contista, memorialista, dramaturga, escriptora de literatura infantil
- Maria Arbàtova (nascuda el 1957), novel·lista, dramaturga, poeta, periodista, feminista
- Olga Aréfieva (nascuda el 1967), cantautora, poeta, música
- Iekaterina Avdéieva (1788–1865), escriptora de no-ficció

## B
- Anna Barkova (1901-1976), poeta, periodista, dramaturga, assagista, escriptora de memòries, novel·lista
- Àgnia Bartó (1906-1981), poeta, escriptora de literatura infantil, guionista
- Olga Mikhaílovna Bebutova (1879-1952), actriu, novel·lista, editora de revistes
- Maria Belàkhova (1903-1969), escriptora de literatura infantil, editora de revistes, educadora
- Katerina Bélkina (nascuda el 1974), fotògrafa, pintora
- Nina Berberova (1901-1993), contista, novel·lista, biògrafa, autora de l'autobiografia La cursiva és meva
- Lídia Berdiàieva (1871-1945), poeta
- Antonina Blúdova (1813-1891), salonista, memorialista
- Natel·la Boltiànskaia (nascuda el 1965), compositora, poeta, locutora de ràdio
- Marina Borodítskaia (nascuda el 1954), poeta, escriptora de literatura infantil, traductora
- Vera Broido (1907-2004), escriptora de memòries, escriptora de no-ficció, autobiògrafa
- Anna Búnina (1774-1829), poeta, una de les primeres dones russes que va poder viure de l'escriptura

## D
- Iekaterina Dàixkova (1743-1810), escriptora de memòries
- Tatiana Daniliants (nascuda el 1971), directora de cinema, fotògrafa, poeta
- Hadia Davlétsxina (1905-1954), poeta baixkir, prosista, dramaturga
- Irina Denéjkina (nascuda el 1981), contista
- Marina Deníkina (1919-2005), novel·lista històrica francesa d'origen rus, periodista
- Reguina Deríeva (nascuda el 1949), poeta àmpliament traduïda, assagista
- Valentina Dmítrieva (1859-1947), escriptora de contes, escriptora de literatura infantil, autobiògrafa
- Natàlia Dolgorúkova (1714-1771), escriptora de memòries
- Aliona Dolétskaia (nascuda el 1955), periodista, editora, presentadora de televisió, traductora
- Veronika Dólina (nascuda el 1956), poeta, compositora
- Dària Dontsova (nascuda el 1952), autora de novel·les policíaques-ficció, autobiògrafa
- Anna Dostoiévskaia (1846-1918), escriptora de memòries, biògrafa
- Liubov Dostoiévskaia (1869-1926), biògrafa i filla de Fiódor Dostoievski, memorialista, contista, novel·lista
- Iúlia Drúnina (1924-1991), poeta
- Svetlana Drujínina (nascuda el 1935), actriu, guionista, directora de cinema
- Miroslava Duma (nascuda el 1985), escriptora de moda, editora de revistes

## E
- Tamara Eidelman, historiadora contemporània, traductora, col·laboradora de Russian Life
- Roza Eldàrova (nascuda el 1923), periodista, escriptora de memòries, política
- Anna Engelgardt (1838-1903), escriptora, traductora i activista pels drets de les dones

## F
- Ielena Fanàilova (nascuda el 1962), periodista, poeta, articulista, traductora
- Dorothea de Ficquelmont (1804-1863), cronista (en francès), escriptora de cartes
- Vera Fígner (1852-1942), escriptora de memòries revolucionària, biògrafa, columnista
- Olga Forx (1873-1961), novel·lista, dramaturga, memorialista
- Ielena Frolova (nascuda el 1969), cantautora, poeta

## G
- Txerubina de Gabriak, pseudònim de Ielizaveta Ivànovna Dmítrieva (1887-1928), poeta, traductora
- Nina Gaguen-Torn (1900-1986), poeta, contista, historiadora
- Nora Gal (1912-1991), crítica, assagista, destacada traductora
- Alissa Ganíeva (nascuda el 1985), pseudònim de Gul·la Khiràtxev, novel·lista, contista, assagista
- Tatiana Garmai-Roffe (nascuda el 1959), novel·lista, contista, guionista, escriptora d'històries de detectius
- Liudmila Gatagova, historiadora, des del 1993 ha escrit diversos treballs històrics
- Vera Gedroitz (1870-1932), metgessa, poeta
- Marina Gerxenóvitx (nascuda el 1960), poeta, traductora
- Lídia Ginsburg (1902-1990), crítica, historiadora, escriptora de memòries
- Maixa Guessen (nascuda el 1967), periodista, columnista, biògrafa, ha escrit en rus i en anglès
- Ievguénia Guínzburg (1904-1977), educadora, periodista, historiadora, escriptora de memòries
- Zinaida Guíppius (1869-1945), poeta modernista, novel·lista, dramaturga, contista, traductora
- Maria Golovnina (c.1980-2015), periodista, cap de l'oficina de Reuters per a l'Afganistan i el Pakistan
- Natàlia Gorbanévskaia (1936-2013), poeta, traductora
- Nina Gorlànova (nascuda el 1947), contista, novel·lista
- Anastassia Gósteva (nascuda el 1975), novel·lista, contista, poeta, periodista
- Isabel·la Grinévskaia (1864-1944), novel·lista, dramaturga
- Olga Grushin (nascuda el 1971), novel·lista russoestatunidenca, traductora
- Ielena Guró (1877-1913), dramaturga, poeta, novel·lista, artista

## I
- Vera Ínber (1890-1972), poeta, assagista, traductora
- Aleksandra Ixímova (1805-1881), escriptora de literatura infantil, traductora
- Nina Iskrenko (1951-1995), poeta
- Lídia Ivànova (1936-2007), periodista, presentadora de televisió
- Praskóvia Ivanóvskaia (1852-1935), revolucionària, escriptora de memòries
- Nadejda Ioffe (1906-1999), escriptora de memòries, biògrafa
- Tatiana Iessenina (1918-1992), novel·lista, periodista, escriptora de memòries
- Anna Ievréinova (1844-1919), escriptora feminista, editora, escriptora de cartes, advocada

## J
- Iúlia Jadóvskaia (1824-1883), poeta, novel·lista
- Vera Jelikhóvskaia (1835-1896), escriptora de literatura infantil, novel·lista
- Polina Jerebtsova (nascuda el 1985), poeta, cronista, autora de La formiga en un pot de vidre. Diari de Txetxènia 1994-2004
- Maria Júkova (1805-1855), novel·lista, contista, escriptora de viatges
- Valentina Juravlova (1993-2004), novel·lista de ciència-ficció, de vegades en col·laboració amb el seu marit Guénritx Altxúl·ler

## K
- Vera Kamxa (nascuda el 1962), periodista russa nascuda a Ucraïna, novel·lista de fantasia
- Anna Kashina, novel·lista russoestatuniedanca, autora de The Princess of Dhagabad
- Rimma Kazakova (1932-2008), poeta, compositora de música popular
- Ielena Kazàntseva (nascuda el 1956), poeta russa nascuda a Belarús, compositora
- Ievfrossínia Kersnóvskaia (1908-1994), escriptora de memòries del Gulag
- Nadejda Khvosxínskaia (1824-1889), novel·lista, poeta, crítica, traductora
- Marússia Klímova (nascuda el 1961), destacada escriptora de no-ficció, historiadora de la literatura, traductora
- Iekaterina Kniajnina (1746-1797), poeta, salonista, considerada per alguns com la primera dona escriptora russa
- Aleksandra Kol·lontai (1872-1952), política, escriptora
- Ina Konstantínova [1924-1944), cronista de guerra
- Sófia Kovalévskaia (1859-1891), matemàtica, escriptora de no-ficció
- Nadejda Kojevníkova (nascuda el 1949), periodista, assagista
- Zoia Krakhmalníkova (1929-2008), periodista dissident, autobiògrafa
- Olga Kriutxkova (nascuda el 1966), novel·lista històrica

## L
- Nadejda Lappo-Danilévskaia (1874-1951), poeta, novel·lista
- Anna Làrina (1914-1996), escriptora de memòries
- Iúlia Latínina (nascuda el 1966), periodista, novel·lista, presentadora de televisió
- Marina Leskó, des del 1992, periodista, columnista
- Sonya Levien (1888-1960), guionista
- Olga Lipóvskaia (nascuda el 1954), poeta, editora de revistes, feminista
- Mirra Lókhvitskaia (1869-1905), aclamada poeta
- Nina Lugovskaia (1918-1993), cronista del Gulag

## M
- Ielena Maglévannaia (nascuda el 1981), periodista
- Natàlia Malàkhovskaia (nascuda el 1947), escriptora feminista
- Tatiana Mamónova (nascuda el 1943), poeta, periodista, feminista
- Nadejda Mandelstam (1899-1980), escriptora de memòries, biògrafa
- Anna Margolin (1887-1952), poeta russoestatunidenca en llengua jiddisch
- Aleksandra Marínina (nascuda el 1957), autora de novel·les policíaques de ficció, obres àmpliament traduïdes
- Maria Markova (nascuda el 1982), poeta
- Olga Martínova (nascuda el 1962), poeta, assagista, ha escrit en rus i alemany
- Larissa Matrós (nascuda el 1938), sociòloga, novel·lista, contista, crítica, poeta
- Novel·la Matvéieva (nascuda el 1934), poeta, guionista, dramaturga, cantant i compositora
- Vera Matvéieva (1945-1976), poeta, cantant i compositora
- Vera Merkurieva (1876—1943), poeta i traductora
- Ida Mett (1901-1973), escriptora històrica, editora de revistes
- Ielena Milàixina (nascuda el 1978), periodista d'investigació
- Maria Moràvskaia (1890-1947), poeta, assagista, crítica, traductora
- Iunna Mórits (nascuda el 1937), poeta, traductora, contista, escriptora de literatura infantil
- Margarita Morózova (1873-1958), editora, escriptora de memòries
- Tatiana Moskvinà (nascuda el 1958), columnista, novel·lista, periodista, crítica, presentadora de televisió
- Lena Múkhina (1924-1991), cronista de guerra a Leningrad

## N
- Maria de Naglovska (1883-1936), escriptora ocultista, periodista, traductora, va escriure en francès
- Vera Nazarian (nascuda el 1966), escriptora estatunidenca de ciència-ficció d'origen russoarmeni
- Natàlia Alekséievna de Rússia (1673-1716), dramaturga
- Janna Nemtsova (nascuda el 1984), periodista, activista social
- Maria Nikolàieva (nascuda el 1971), mestra espiritual, escriptora religiosa, àmpliament traduïda
- Anna Nikólskaia-Ekseli (nascuda el 1979), escriptora de literatura infantil, novel·lista de ciència-ficció

## O
- Olga Óbukhova (nascuda el 1941), periodista, novel·lista, traductora
- Irina Odóievtseva (1895-1990), poeta, novel·lista, escriptora de memòries
- Raïssa Orlova (1918-1989), historiadora de la literatura, periodista, darrerament a Alemanya

## P
- Marina Palei (nascuda el 1955), periodista, novel·lista, contista, traductora
- Avdótia Panàieva (1820-1893), novel·lista, contista, memorialista, salonista
- Vera Panova (1905-1973), novel·lista, dramaturga, periodista
- Sofia Parnok (1885-1933), poeta, escriptora de literatura infantil, traductora
- Karolina Kàrlovna Pàvlova (1807-1893), poeta, novel·lista
- Vera Pàvlova (nascuda el 1963), poeta
- Olga Peróvskaia (1902-1961), escriptora de literatura infantil
- Kyra Petrovskaya Wayne (nascuda el 1918), escriptora de no-ficció russoestatunidenca, autobiògrafa
- Maria Petrovikh (1908-1979), poeta, traductora
- Liudmila Petruixévskaia (nascuda el 1938), novel·lista, dramaturga, cantant
- Irina Petruixova (nascuda el 1965), periodista, editora d'un diari
- Anna Politkóvskaia (1958-2006), periodista, activista dels drets humans
- Ielizaveta Polónskaia (1890-1969), poeta, traductora, periodista
- Sofia Preguel (1894-1972), poeta
- Maria Prilejàieva (1903-1989), escriptora de literatura infantil, crítica, novel·lista
- Rufina Ivànovna Pukhova (nascuda el 1932), escriptora de memòries, esposa de Kim Philby

## R
- Rita Rait-Kovalova (1898-1989), escriptora de memòries, traductora
- Ayn Rand (1905-1982), novel·lista estatunidenca d'origen rus, filòsofa
- Maria Rasputin (1898-1977), escriptora de memòries
- Irina Ratuixínskaia (nascuda el 1954), poeta, escriptora de memòries
- Ielena Roerich (1879-1955), filòsofa, artista, escriptora de no-ficció, escriptora de cartes, traductora
- Ievdokia Rostoptxinà (1811-1858), poeta, dramaturga, traductora
- Dina Rúbina (nascuda el 1953), novel·lista russoisraeliana, contista, assagista
- Maria Ribakova (nascuda el 1973), contista, novel·lista
- Ielena Rjévskaia (1919-2017), escriptora de memòries de la Segona Guerra mundial

## S
- Irina Sabúrova (1907-1979), periodista, contista, novel·lista, traductora
- Nina Sadur (nascuda el 1950), dramaturga i prosista
- Nathalie Sarraute (1900-1999), novel·lista francesa d'origen rus, dramaturga, memorialista
- Tatiana Sàvitxeva (1930-1944), cronista de Leningrad
- Olga Sedakova (nascuda el 1949), poeta, traductora
- Ekaterina Sedia (nascuda el 1970), novel·lista de fantasia russoestatunidenca, autora de The Alchemy of Stone
- Comtessa de Ségur (1799-1874), novel·lista russofrancesa
- Tatiana Sxépkina-Kupérnik (1874-1952), poeta, articulista, dramaturga, traductora
- Paullina Simons (nascuda el 1963), novel·lista estatunidenca d'origen rus
- Olga Slàvnikova (nascuda el 1957), novel·lista, crítica, autora de la novel·la 2017
- Esphyr Slobodkina (1908-2002), escriptora de literatura infantil russoestatunidenca, il·lustradora, autora de Caps for Sale
- Aleksandra Smirnova (1809-1882), escriptora de memòries
- Sofia Soboleva (1840-1884), escriptora de contes, escriptora de literatura infantil, periodista
- Nadejda Sokhànskaia (1823-1884), escriptora de contes i autobiògrafa
- Sabina Spielrein (1885-1942), psicoanalista, escriptora científica
- Anna Strunsko (1877-1964), periodista russoestatunidenca, novel·lista, activista socialista, coautora de The Kempton-Wace Letters
- Polina Súslova (1839-1918), escriptora de contes curts
- Aleksandra Svirídova (nascuda el 1951), guionista, presentadora de televisió, actualment viu a Nova York

## T
- Ielizaveta Tarakhóvskaia (1891-1968), poeta, dramaturga, traductora, escriptora de literatura infantil
- Teffi, pseudònim de Nadejda Aleksàndrovna Lokhvítskaia (1872-1952), dramaturga, contista
- Fàtima Tlissova (nascuda el 1966), periodista, ara viu als Estats Units
- Natàlia Tolstaia (1943-2010), educadora, traductora, escriptora de llibres de text, va escriure en suec i rus
- Sófia Tolstaia (1844-1919), esposa de Lev Tolstoi, diarista, memorialista
- Tatiana Tolstaia (nascuda el 1951), novel·lista, poeta, presentadora de televisió
- Viktória Tókareva (nascuda el 1937), guionista, escriptora de contes curts
- Elsa Triolet (1896-1970), novel·lista, va escriure en rus i (principalment) en francès
- Marina Tsvetàieva (1892-1941), poeta i dramaturga
- Ievguénia Tur (1815-1892), novel·lista, crítica literària, escriptora de literatura infantil
- Svetlana Txervónnaia (nascuda el 1948), memorialista
- Lídia Txàrskaia (1875-1938), escriptora de literatura infantil, les seves obres han reviscolat recentment
- Elena Txudínova (nascuda el 1959), autora de Sofia Petrovna, columnista
- Lídia Txukóvkskaia (1907-1996), contista

## U
- Ània Ulinitx (nascuda el 1973), novel·lista, contista
- Liudmila Ulítskaia (nascuda el 1943), novel·lista, contista

## V
- Galina Varlàmova (nascuda el 1951), filòloga evenki, obres en rus, evenki i iacut
- Maria Vassíltxikova (1917-1978), diarista durant la guerra a Berlín
- Tatiana Vedenska (nascuda el 1976), novel·lista
- Anastassia Verbítskaia (1861-1928), novel·lista, dramaturga, guionista, editora, feminista
- Seda Vermíxeva (nascuda el 1932), nascuda a Armènia, poeta russa, economista, activista
- Lídia Vesselítskaia (1857-1936), novel·lista, contista, memorialista, traductora
- Frida Vígdorova (1915-1965), periodista, novel·lista
- Maria Vilinska (1833-1907), novel·lista, contista, traductora
- Zinaïda Volkónskaia (1792-1862), poeta, contista, dramaturga, salonista
- Khava Volóvitx (1916-2000), escriptora de memòries, actriu, supervivent del Gulag
- Anna Virúbova (1884-1964), escriptora de memòries

## X
- Marietta Xaguinian (1888-1982), novel·lista, activista política
- Olga Xapir (1850-1916), novel·lista, feminista
- Margarita Xaràpova (nascuda el 1962), novel·lista, contista, actualment viu a Portugal
- Maria Xkàpskaia (1891-1952), poeta, assagista, periodista

## Z
- Liubov Zakhàrtxenko (1961-2008), poeta, compositora
- Lídia Zinóvieva-Anníbal (1866-1907), novel·lista, dramaturga